# 브라더스 인 암스: 로드 투 힐 30
브라더스 인 암스: 로드 투 힐 30(Brothers in Arms: Road to Hill 30)은 제2차 세계 대전 당시 있었던 실제 이야기를 바탕한 게임으로, 제목의 유래는 연합군 총사령관 드와이트 D. 아이젠하워의 D-DAY 선언서의 5번째 줄(원안에서는 4번째줄)의 Brothers-in-arms(전쟁의 형제)이다. 그리고 브라더스 인 암스는 전우들이라는 뜻을 갖고 있기도 하다.

## 줄거리
미국 101 공수사단 502 공수보병연대 3대대 폭스 중대(Fox Company) 3소대 소속인 매튜 베이커 병장(Sgt. Matthew Baker)이 분대장이 될 마음도, 분대장을 맡을 준비도 갖추지 못한 채 노르망디 상륙 작전으로 프랑스 생 메르 에글리제에 강하한 1944년 6월 6일부터 6월 14일까지의 8일 동안의 이야기를 그리고 있다.
매튜 베이커 병장(Sgt. Matthew Baker)은 조 "레드" 하트삭 상병(Cpl. Joe "Red" Hartsock), 샘 코리언 상병(Cpl. Sam Corrion), 잭 코틀랜드 일병(Pfc. Jack Courtland), 스테판 "오비" 오브리에스키 일병(Pfc.Stephan "Obi" Obrieski), 래리 알렌 이병(Pvt. Larry Allen) 마이클 가넷 이병(Pvt. Michael Garnett), 조니 리바스 이병(Pvt. Johnny Rivas), 마이클 데솔라 이병(Pvt. Michael Desola), 데이비드 무짜 일병(Pvt. David Muzza), 토마스 자노비치 일병(Pfc. Thomas Zanovich), 데일 맥크리어리 이병(Pvt. Dale McCreary), 그리고 통신병인 케빈 벤자민 "레그스" 레겟 일병(Benjamin Kevin "Legs" Legget)를 지휘하는 소대장인 그레그 "맥" 핫세이 하사(Plt. SSgt. Greg "Mac" Hassay)의 대원들과 함께 서부 유럽 전선에서 활약하게 된다. 그리고 그는 점차 대원들을 잃어가면서도 분대장으로서의 면모를 갖추어가면서 매튜 베이커 병장의 노르망디에서의 제일 힘든 시련이 기다리는 30고지로 향하게 된다.

## 게임 방식
분대 기반 전술을 중심으로 하고 있는 BIA는 몇몇 소수의 임무를 제외하고는 분대와 함께 움직인다. BIA에서 한 개의 분대는 보통 7명을 기준으로 하고, 1명의 분대장과 3명씩 각각 한개의 조를 이루는 돌격조(Assault Team)와 사격조(Fire Team)로 나뉜다.
게이머는 분대장의 역할을 맡아 돌격조와 사격조에 명령을 내려 제2차 세계 대전 당시의 미군의 보병 전술이었던 "적을 찾아서(Find him), 묶어두고(Fix him), 측면으로 돌아가서(Flank him), 끝장내는(Finish him)"(이를 "4 Fs"라고 한다.) 지침에 따라 살아남아 계속 전진할 수 있도록 해야 하는데, 독일군도 마찬가지로 똑똑하고 마찬가지로 1~3명으로 이루어진 분대 위주로 나타나므로, 아군을 무작정 돌격시킨다면 아무런 피해를 주지못하고 전멸당할 수 있다.
그렇게 되지 않으려면, 먼저 엄폐할 수 있는 곳을 찾아 이동시킨 다음, 돌격조나 사격조로 하여금 적군을 반격하지 못하도록 공격 명령을 내린다. 그런 다음, 제압당한 상태에서 회복하기 전에 다른 조를 측면으로 이동시켜 처리해야 한다.
몇 가지의 임무 중에 아군을 지원하기 위해 스튜어트, M4 셔먼이 지원되어 온다, 전차 역시 그 임무내에서 게이머로부터 명령을 받으며, 엄폐물이 없는 도로가나 초원 한복판에서 전차를 엄폐물로 삼을 수 있다. 그러나 전차는 대전차 화기나 포격에 파괴될 수 있으므로 계획을 세우지 않고 전진시키게 된다면, 커다란 전력을 잃게 된다.

## 평가
| 평론 점수 평론사 점수 PC PS2 엑스박스 EGM 8.83/10 [ 1 ] N/A N/A 유로게이머 9/10 [ 2 ] N/A N/A 게임 인포머 N/A 8.5/10 [ 3 ] [ 4 ] N/A 게임 레볼루션 A- [ 5 ] N/A A- [ 6 ] 게임프로 N/A N/A [ 7 ] 게임스팟 9/10 [ 8 ] 7.6/10 [ 9 ] 9.2/10 [ 10 ] 게임스파이 N/A [ 11 ] [ 12 ] [ 13 ] 게임트레일러스 9/10 [ 14 ] N/A N/A 게임존 8.5/10 [ 15 ] 8.5/10 [ 16 ] 9.5/10 [ 17 ] IGN 9.1/10 [ 18 ] 8.6/10 [ 19 ] 9.3/10 [ 20 ] OPM (US) [ 21 ] N/A N/A OXM (US) N/A N/A 9.6/10 [ 22 ] PC 게이머 (US) 91% [ 23 ] N/A N/A Detroit Free Press [ 24 ] N/A N/A The Sydney Morning Herald [ 25 ] N/A N/A 통합 점수 메타크리틱 87/100 [ 26 ] 82/100 [ 27 ] 88/100 [ 28 ] |         |               |          |
| 평론 점수 |         |               |          |
| 평론사 | 점수    | 점수          | 점수     |
| 평론사 | PC      | PS2           | 엑스박스 |
| EGM | 8.83/10 | N/A           | N/A      |
| 유로게이머 | 9/10    | N/A           | N/A      |
| 게임 인포머 | N/A     | 8.5/10        | N/A      |
| 게임 레볼루션 | A-      | N/A           | A-       |
| 게임프로 | N/A     | N/A           | [ 7 ]    |
| 게임스팟 | 9/10    | 7.6/10        | 9.2/10   |
| 게임스파이 | N/A     | [ 11 ] [ 12 ] | [ 13 ]   |
| 게임트레일러스 | 9/10    | N/A           | N/A      |
| 게임존 | 8.5/10  | 8.5/10        | 9.5/10   |
| IGN | 9.1/10  | 8.6/10        | 9.3/10   |
| OPM (US) | [ 21 ]  | N/A           | N/A      |
| OXM (US) | N/A     | N/A           | 9.6/10   |
| PC 게이머 (US) | 91%     | N/A           | N/A      |
| Detroit Free Press | [ 24 ]  | N/A           | N/A      |
| The Sydney Morning Herald | [ 25 ]  | N/A           | N/A      |
| 통합 점수 |         |               |          |
| 메타크리틱 | 87/100  | 82/100        | 88/100   |

## 같이 보기
- 제2차 세계 대전
- 노르망디 상륙 작전
- 미국 101 공수사단 미국 502 공수 보병 연대